# Livre
Livre är en äldre fransk vikt, 489,5 g (livre parisis) silver, indelad i 20 sols eller 240 deniers. 
Ordet livre härstammar från det latinska ordet libra, som var namnet på den romerska viktenheten libra.
Från 1200-talet fungerade livre även som två räknemyntenheter med namnet livre, av vilka livre parisis var 1/4 större och användes till mitten av 1600-talet, medan livre tournois höll sig till 1795, då den ersattes av enheten franc, varav 0,9877 motsvarade 1 livre. Sedan 1792 hade livren varit indelad i 100 centimes.
Silverinnehållet i 1 livre tournois var i början av 1300-talet omkring 60 gram, i början av 1500-talet 17 gram, i början av 1600-talet omkring 10 gram och i början av 1700-talet omkring 5 gram.
Mynt med benämningen livre präglades endast två gånger, dels 1656 under benämningen lis d'argent och omkring 1720 kallad lis de la compagnie des Indes.